# Михайлівка (Горохівська сільська громада)
Миха́йлівка —  село в Україні, у Горохівській сільській громаді Баштанського району Миколаївської області. Населення становить 179 осіб.

## Населення

### Мова
Розподіл населення за рідною мовою за даними перепису 2001 року:
| Мова       | Кількість | Відсоток |
| ---------- | --------- | -------- |
| українська | 172       | 96.09%   |
| російська  | 7         | 3.91%    |
| Усього     | 179       | 100%     |